# 해운대부민병원
해운대부민병원은 부산광역시 해운대구 해운대로 584 에 위치한 종합병원이다.
의료법인 인당의료재단에서 운영하는 제4병원이며, 척추·관절 특화 병원으로 알려져 있다.

## 연혁
- 2008년 11월 의료법인 인당의료재단 설립
- 2015년 7월 해운대부민병원 (제4병원) 개원